# Hegyi ragyogópapagáj
A hegyi ragyogópapagáj (Polytelis anthopeplus) a madarak osztályának papagájalakúak (Psittaciformes) rendjébe és a szakállaspapagáj-félék (Psittaculidae) családjába  tartozó faj.

## Előfordulása
Ausztrália területén honos, két elkülönült populációja van, az egyik Délkelet-Ausztrália eukaliptuszerdőinek lakója, a másik délnyugaton él, az itt élők károkat okoznak a mezőgazdasági területeken.

## Megjelenése
Testhossza 37-42 centiméter. A madár alapszíne sárga, háta olajzöld.

## Életmódja
Többnyire párban vagy kis csapatban fordul elő. Tápláléka magvakból, gyümölcsökből, rovarokból és bogyókból áll. Röpte gyors, nagy távolságokra is elrepül.

## Szaporodása
Az ivarérettséget 1-1,5 évesen érik el, de a tojók ekkor még nem képesek sikeresen szaporodni. Víz közelben eukaliptuszfák mély odvaiba rakja fészkét. A fészekalja 4-6 tojásból áll, ezeken csak a tojó 20-25 napig kotlik. A fiatal madarak 35 nap múlva repülnek ki.